# 阿利圖斯區
阿利圖斯區是立陶宛阿利圖斯縣内的市镇，位於祖基亞传统地区。行政中心为阿利图斯（为单独的市镇，不在本市镇管辖区内），市镇面積为1,396平方公里，2021年人口数量为25,837人。
现今的市镇盾徽是于2001年8月7日总统行政令颁布的。